# 終止子
終止子（英語：terminator）是一段位於基因或操縱組末端的DNA片段，可中斷轉錄作用。真核生物擁有兩種類型的終止子，包括：
1. 本體轉錄終止子（Intrinsic transcription terminators），一個髮夾結構。
2. ρ-依賴轉錄終止子（Rho-dependent transcription terminators），ρ因子與RNA螺旋酶蛋白複合物。

終止子為RNA（核糖核酸）轉錄的一部分。在真核生物中，對於釋放從轉錄複合體新作出的RNA，終止因子是必要的條件。原核生物的mRNAs常不需中止因子，為在mRNA模板上的一連串反向重複的Us（尿嘧啶），形成一主幹環的結構，使RNA的鍵結鬆開，造成Rho-非依賴性轉錄中止。
最廣泛研究的轉錄中止因子為大腸桿菌的Rho蛋白。Rho蛋白辨認延長的mRNA上富含胞嘧啶的區域。但，確切的辨認序列還尚未清楚。Rho形成一環的六聚體，以提升延長mRNA，水解ATP（三磷酸腺苷）朝向RNA聚合酶（5'到3'的mRNA接受位）。當Rho蛋白和RNA聚核酶複合體接觸時，轉錄藉由RNA聚合酶離開DNA（脫氧核糖核酸）而中止。Rho蛋白的結構以及活性和三磷酸腺苷合酶F1的次單位相似，符合來自同一條演化線的理論。
抗生素中，雙環黴素為藉由抑制Rho蛋白而運作的。真核生物的中止轉錄過程尚未能清楚的了解，因為真核生物還具有轉錄後修飾RNA的過程。真核生物三種不同的RNA聚合酶也有不一樣的中止系統。真核生物的中止因子鍵結於中止訊號的區域，干擾RNA聚合酶II的移動，造成在下300個鹼基對中離開DNA鏈。在重複A尾端，此300 bp的區域在過程中被移除。（參考多腺苷酸化）

## 在原核生物中

原核生物中Rho非依賴性（上）和rho依賴性（下）的轉錄終止.

在原核生物中，有兩種終止機制：rho依賴性和rho非依賴性。Rho依赖性终止子通过一种特殊的蛋白质rho因子发挥作用，它具有RNA螺旋酶活性，可以破坏DNA、mRNA和RNA聚合酶的复合物。Rho依賴性終止子存在於細菌和噬菌體中。Rho依賴性終止子位於翻譯終止的停止碼下游，是mRNA中的非結構化、富含胞嘧啶的序列，稱為rut位點，其後是轉錄停止點 (英文為tsp， 來自transcription stop point)。車轍位點的共識序列尚未建立。Rut位點是mRNA上的ro因子及其活化因子的著陸點。活化的Rho因子開始水解ATP，並因為水解的能量而沿著mRNA移動，直到遇到RNA聚合酶而停在tsp位點。由於Rho因子對RNA聚合酶的異位作用，Rho因子與RNA聚合酶之間的接觸刺激了轉錄複合物的分解。

## 在真核生物中
在真核生物的mRNA轉錄中，終止訊號由與RNA聚合酶Ⅱ相關並觸發終止過程的蛋白質因子識別。基因組編碼一個或多個多聚腺苷酸化訊號。一旦訊號轉錄成mRNA，蛋白質裂解和切割和聚腺苷酸特異性因子 (CPSF) 和切割刺激因子 (CstF) 就會從RNA聚合酶II的羧基末端結構域轉移到poly-A訊號。然後，這兩個因子招募其他蛋白質到該位點來切割轉錄本，將mRNA從轉錄複合物中釋放出來，並在稱為多腺苷酸化化的過程中將大約200個A重複序列添加到mRNA的3'端。在這些處理步驟中，RNA聚合酶繼續轉錄數百到數千個鹼基，並最終透過一種不明確的機制與DNA和下游轉錄本分離；該事件有兩個基本模型，即魚雷模型和變構模型。

## 外部連結
- 醫學主題詞表（MeSH）：Terminator+Sequence